# Священная конгрегация церемониала
Священная Конгрегация Церемониала (лат. Congregatio pro caeremoniis) —  конгрегация Римской курии, которой было поручено руководство всех папских церемоний, также как и церемониалом кардиналов, при папском дворе.

## История и функции
Священная конгрегация церемониала была учреждена папой римским Сиксту V 22 января 1588 года апостольской конституцией «Immensa Aeterni Dei» и объединена с Священной конгрегации обрядов, от которой она позднее отделилась, став автономной конгрегацией.
Конгрегация церемониала, напротив, более старая чем последняя названная конгрегация, и имела дело непосредственно с самым высоким разделением Литургии, рассматривая персонажей, кого это касается. Для этой конгрегации поручено руководство всех папских церемоний, также как и церемониала кардиналов, при папском дворе (aula) или капелле. Разумно, чтобы специальная конгрегация имела при её церемониях августейшие и торжественные заботы, так как она обладает самой высокой важностью, что, когда верховный глава Церкви участвует в церковных функциях, сопровождаемых наиболее прославленными сановниками Церкви. Все должны быть в сохранении с этим этикетом, который приличествует их характеру и тому характеру службы, которую они проводят. Как и при всех дворах есть должность обер-церемониймейстера, которому поручено руководство действий суверена в государственных случаях, так что для него должно быть необходимо при папском дворе полномочия, чтобы осуществлять контроль над такими функциями. Это требование поручено Конгрегации церемониала, которой, помимо руководства литургических функций, поручено руководство церемониала папского двора, для приема государей или послов.
Конгрегация также поддерживала связь, давала инструкции легатам Святого Престола для обслуживания должного этикета в проводящих делах их миссий. Эта конгрегация также инструктировала членов Дворянской гвардии и аблегата, которые были посланы, чтобы передать новым кардиналам, живущим в католических государствах вне Рима, новости относительно их возведения в сан, вместе с кардинальской шапкой и красной биреттой. Она инструктировала недавно назначенных кардиналов, также, по этикету который сопровождает соответственно с их новым достоинством. Наконец, она решает вопросы старшинства и положения, которые возникают среди кардиналов или среди послов при Святом Престоле.
Конгрегация была упразднена в 1967 году во время куриальных реформ папой римским Павлом VI.

## Префекты Конгрегации церемониала
...
- кардинал Пьетро Оттобони (3 сентября 1738 — 29 февраля 1740);
- кардинал Томмазо Руффо (29 августа 1740 — 16 февраля 1753);
- кардинал Пьетро Луиджи Карафа (9 апреля 1753 — 15 декабря 1755);
- кардинал Райньеро д’Эльчи (12 января 1756 — 22 июня 1761);
- кардинал Джузеппе Спинелли (13 июля 1761 — 12 апреля 1763);
- кардинал Карло Альберто Гвидобоно Кавалькини (16 мая 1763 — 7 марта 1774);
- кардинал Фабрицио Сербеллони (18 апреля 1774 — 7 декабря 1775);
- кардинал Джованни Франческо Альбани (18 декабря 1775 — 15 сентября 1803);
- кардинал Генрих Бенедикт Стюарт (26 сентября 1803 — 13 июля 1807);
- кардинал Леонардо Антонелли (3 августа 1807 — 23 января 1811);
  - вакантно (1811—1814);
- кардинал Алессандро Маттеи (26 сентября 1814 — 20 апреля 1820);
- кардинал Джулио Мария делла Сомалья (10 мая 1820 — 2 апреля 1830);
- кардинал Бартоломео Пакка (5 июля 1830 — 19 апреля 1844);
- кардинал Людовико Микара (1 мая 1844 — 24 мая 1847);
- кардинал Винченцо Макки (11 июня 1847 — 30 сентября 1860);
- кардинал Марио Маттей — (30 сентября 1860 — 7 октября 1870);
- кардинал Константино Патрици Наро — (8 октября 1870 — 17 декабря 1876);
- кардинал Луиджи Амат ди Сан Филиппо и Сорсо — (12 марта 1877 — 30 марта 1878);
- кардинал Камилло Ди Пьетро — (15 июля 1878 — 6 марта 1884);
- кардинал Карло Саккони — (28 марта 1884 — 25 февраля 1889);
- кардинал Раффаэле Монако Ла Валлетта — (1 марта 1889 — 14 июля 1896);
- кардинал Луиджи Орелья ди Санто Стефано — (30 ноября 1896 — 7 декабря 1913);
- кардинал Серафино Ваннутелли — (7 декабря 1913 — 19 августа 1915);
- кардинал Винченцо Ваннутелли — (6 декабря 1915 — 9 июля 1930);
- кардинал Дженнаро Гранито Пиньятелли ди Бельмонте — (14 июля 1930 — 16 февраля 1948);
- кардинал Франческо Маркетти Сельваджани — (5 февраля 1948 — 13 января 1951);
- кардинал Эжен-Габриэль-Жерве-Лоран Тиссеран — (10 марта 1951 — 1967).